# Vallter 2000
 (avril 2025).
Vallter 2000 est une station de ski des Pyrénées catalanes espagnoles, au nord de la comarque de Ripollès, dans la province de Gérone, en Catalogne.
Le pied des installations de la station se situe à environ 500 m à vol d’oiseau de la frontière franco-espagnole, mais l’accès par la route n’est possible qu’à partir de l’Espagne.

## Géographie

### Situation et accès
Comme son nom l'indique, la station de Vallter 2000 est située dans la vallée du Ter, plus précisément aux sources de ce fleuve côtier, dans les Pyrénées catalanes espagnoles, à quelques centaines de mètres de la frontière franco-espagnole (la commune française la plus proche à vol d’oiseau est celle de Mantet). Mais, l’accès routier se fait uniquement du côté espagnol par Camprodon et Setcases ; il est ainsi possible de rejoindre la station depuis la France, en venant de Prats-de-Mollo-la-Preste et en franchissant le col d'Ares pour atteindre Camprodon.
Entourée (du sud-ouest vers le nord-ouest puis au nord-est) par le gra de Fajol (en) (« grain de Sarrasin » en français, altitude 2 717 m), les pics du Géant (2 881 m) et de la Dona (2 702 m), la station occupe la partie nord du cirque d'Ulldeter et la partie est du cirque de Morens.

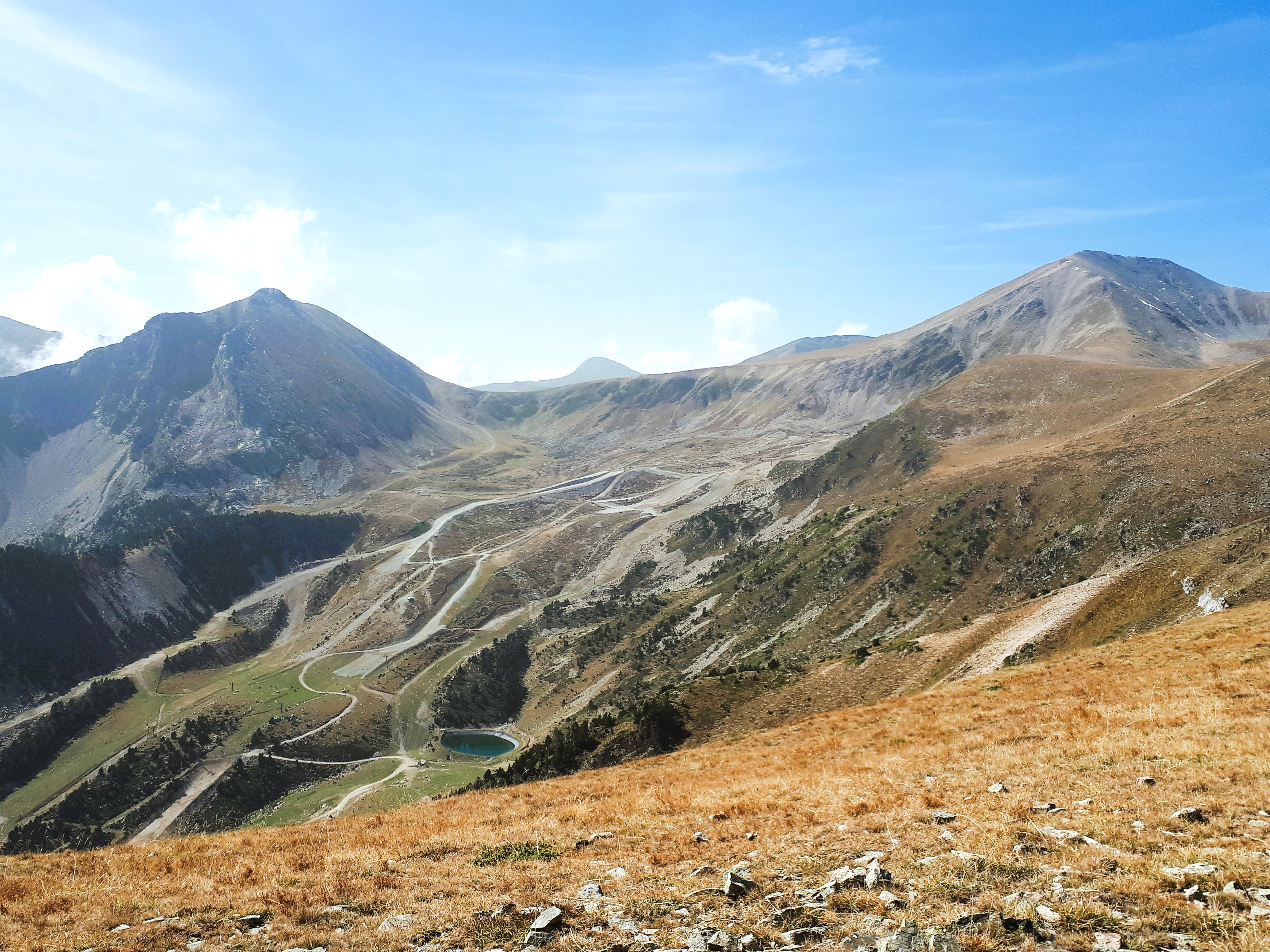
La partie haute de Vallter 2000, cirque d'Ulldeter. Le gra de Fajol (2717 m) est à gauche, le pic du Géant (2881 m) à droite, le coll de la Marrana (2533 m) entre les deux. Le (2714 m) se trouve au fond derrière le col.

L'altitude des diverses installations de la station varie entre 1 910-1 959 mètres et 2 535 mètres.

### Enneigement
Étant située à l'extrémité orientale de la chaîne pyrénéenne, l'enneigement est très irrégulier. En effet, les fronts nuageux en provenance de l’océan Atlantique y arrivent très affaiblis ; par contre, les vents d'origine méditerranéenne, beaucoup moins fréquents, mais beaucoup plus violents que ceux provenant de l'Atlantique, peuvent provoquer d'importantes chutes de neige. Ainsi certaines années, la station a pu être une des plus enneigées d'Europe, restant ouverte à des dates inhabituelles pour les Pyrénées (fin mai en 1996).
L'altitude de la station permet un bon enneigement naturel, meilleur que dans d'autres stations, et — bien qu'elle soit davantage orientée à l'est voire au sud qu'au nord — une bonne tenue de la neige. Cependant et en vertu de l'enneigement irrégulier mentionné, la station s'est équipée d'un système de neige artificielle (en complément de l'enneigement naturel) lui permettant d'ouvrir la majorité du domaine durant toute la saison, même en l'absence de vent méditerranéen notable.

## Infrastructures
Les parkings et les bâtiments de la station ne sont pas situés au point le plus bas, un télésiège permet donc de remonter à la station. Tous les autres remonte-pente partent de la station. Un téléski a été écourté en raison d'un risque d'avalanche.
La présence de la station est un facteur économique important pour la vallée de Camprodon, et a probablement contribué à augmenter l'attractivité touristique des villages de la région. Cependant, le trafic routier engendré dépasse les capacités de certains villages, par exemple à Setcases.

## Cyclisme
| Édition | Étape                                               | Vainqueur de l'étape | Leader du classement général à l’arrivée de l’étape |
| ------- | --------------------------------------------------- | -------------------- | --------------------------------------------------- |
| 2013    | 3e étape (Vidreres - Vallter 2000)                  | Nairo Quintana       | Alejandro Valverde                                  |
| 2014    | 4e étape (Alp - Vallter 2000)                       | Tejay van Garderen   | Joaquim Rodríguez                                   |
| 2019    | 3e étape (Sant Feliu de Guíxols - Vallter 2000)     | Adam Yates           | Thomas De Gendt                                     |
| 2021    | 3e étape (Canal Olímpic de Catalunya- Vallter 2000) | Adam Yates           | Adam Yates                                          |
| 2023    | 2e étape (Mataró - Vallter 2000)                    | Giulio Ciccone       | Primož Roglič                                       |
| 2024    | 2e étape (Mataró - Vallter 2000)                    | Tadej Pogačar        | Tadej Pogačar                                       |

Sur le Tour de Catalogne 2014, la course s'est déroulé sous un épais brouillard. Sur le Tour de Catalogne 2024, les coureurs ont affronté la pluie sur la fin de l'étape.